# GBA Movie Player
Pour les articles homonymes, voir GBA et M3.
Le GBA Movie Player ou GBAMP, est un appareil pour lire des mémoires CompactFlash et Secure Digital. La dernière version est appelée adaptateur M3.
Le M3 est une cartouche flash pour Nintendo DS et Game Boy Advance, et qui utilise des cartes CompactFlash ou SecureDigital pour stocker des données. La version CF est disponible à l'achat chez de nombreux revendeurs Internet ; la version SD, sortie récemment, est disponible mais difficile à trouver à cause du faible nombre d'unités produites jusqu'à présent.
Le M3 est la troisième version du GBA Movie Player. Cette nouvelle version possède une mémoire flash embarquée de 32Mo, permettant de jouer aux roms GBA et NDS.

## Historique
La fonction première du GBA Movie Player original était (comme son nom l'indique) de permettre la lecture de films et de fichiers audio sur la console de Nintendo. Le produit n'était pas destiné au développement amateur ou au piratage. Le M3 inclus toutes les fonctions originelles des GBA Movie Player V1 et V2, mais est aussi capable de gérer la résolution de l'écran de la Nintendo DS (256x192, plus grande que celle de la GBA). Des utilitaires permettant de convertir films et musiques au format M3 sont disponibles sur le site officiel du produit.

## Compatibilité GBA
Le M3 peut gérer n'importe quelle rom GBA jusqu'à une taille maximale de 256Mbit (soit 32Mo), sans avoir à les patcher. Les roms GBA ne peuvent être lancées que dans le Mode GBA du M3 ; pour accéder à ce mode, il suffit d'appuyer sur Start au menu principal du mode DS.

## Compatibilité DS
Un PassMe est nécessaire pour pouvoir utiliser le M3 sur une NDS.
Le M3 est capable de gérer n'importe quelle rom DS jusqu'à 256Mbit (soit 32Mo), et au-delà. Toutes les roms issues de jeux commerciaux doivent être patchées avant de pouvoir être utilisées sur DS. Le fabricant du M3 propose pour cela un utilitaire de patch, disponible sur son site, qui fonctionne sur la plupart des roms. Une liste de compatibilité est disponible sur la page M3 NDS roms.

## Sauvegardes des jeux
Le M3 possède de la SRAM intégrée, capable de sauvegarder pour un jeu (DS ou GBA) à la fois. Pour conserver plus de sauvegardes en même temps, le M3 possède une fonctionnalité de backup permettant de rapatrier le contenu de la SRAM dans un fichier sur la carte CF ou SD.

## Skin
Les fichiers BackImg (et BackNDS) sont des skins pour personnaliser l'apparence du M3. Ces fichiers sont stockés respectivement dans les répertoires BACKING et BACKNDS, à la racine de la carte mémoire. Des fichiers séparés sont nécessaires pour chacun des modes du M3 (mode GBA et mode DS) ; ceux du mode GBA sont compatibles avec le GBA Movie Player.